# 瓦尼市鎮
瓦尼市鎮，是格魯吉亞中部伊梅雷蒂大区的市镇，行政中心为瓦尼。市镇面積为557平方公里，2014年人口数量为24,512人，人口密度每平方公里44人。